# Lilltjärnen (Torps socken, Medelpad, 693415-151336)
Lilltjärnen är en sjö i Ånge kommun i Medelpad och ingår i Ljungans huvudavrinningsområde.